# Platanótopos
Platanótopos (Platanotopos) är en ort i Grekland.   Den ligger i prefekturen Nomós Kaválas och regionen Östra Makedonien och Thrakien, i den nordöstra delen av landet, 300 km norr om huvudstaden Aten. Platanótopos ligger 250 meter över havet och antalet invånare är 584.
Terrängen runt Platanótopos är varierad.  Närmaste större samhälle är Rodolívos, 10,8 km nordväst om Platanótopos. == Kommentarer ==
1. ↑  Framräknat ur variansen i alla höjduppgifter (DEM 3") från Viewfinder Panoramas, inom 10 km radie.[2] Mer om algoritmen finns här: Användare:Lsjbot/Algoritmer.